# クロスエア

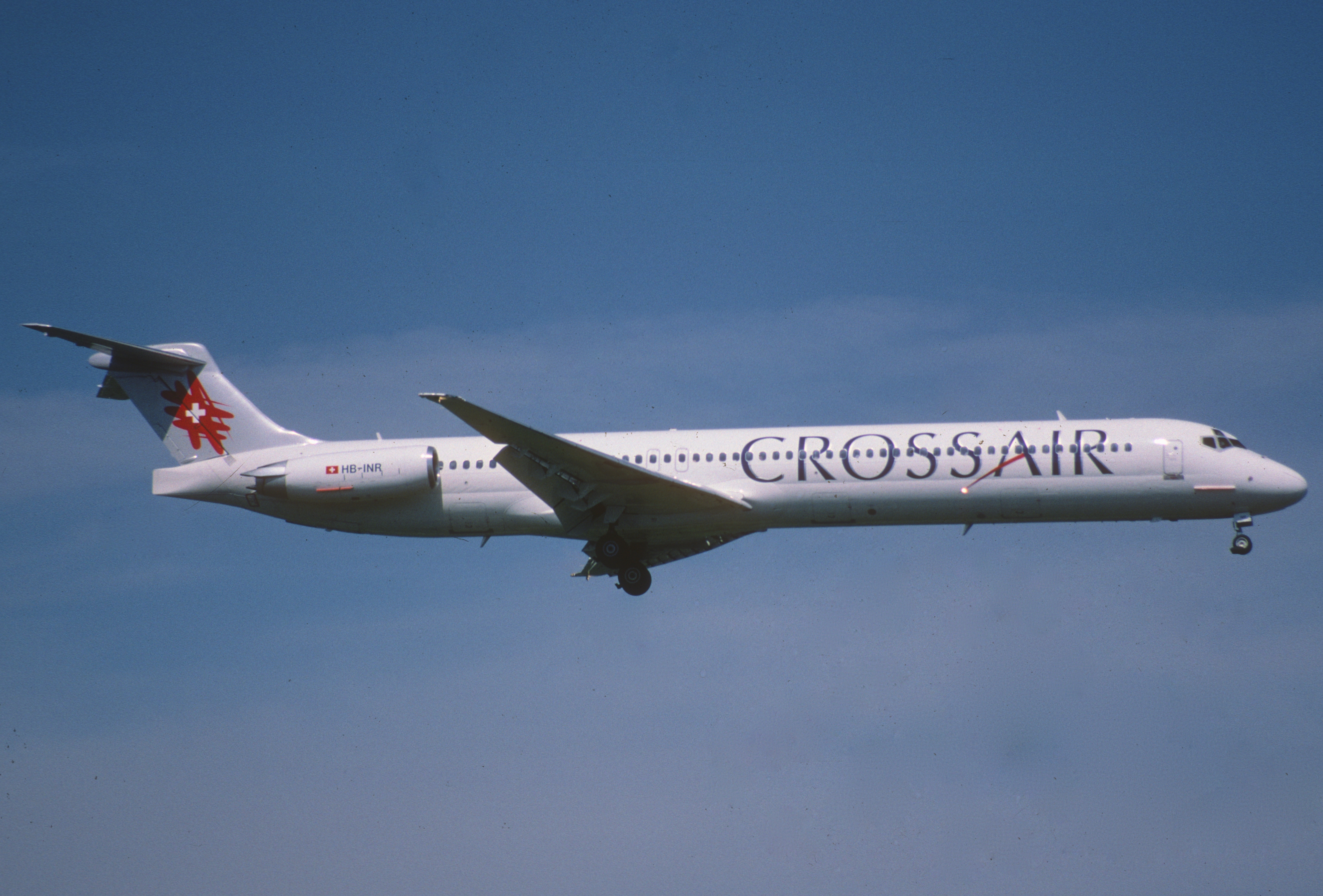
クロスエアのMD-82

クロスエア (crossair) は、1975年にモリッツ・スタによって設立されたバーゼルを拠点とするスイスの航空会社。
スイス航空に次ぐスイス第二の航空会社であり、サーブ2000型機、アブロ・カナダ社のRJシリーズ、MD-83などにより、スイスとヨーロッパを中心とする各地を結ぶ近距離定期路線を主に運航したほか、エアタクシーや写真撮影など、スイスエアの補填的な運航を行っていた。
1990年後半にスイス航空の子会社となったが、親会社であったスイス航空が2001年に経営破綻したことに伴い、翌2002年に路線と機材を継承してスイス インターナショナル エアラインズに移行した。

## 保有していた主な機材
- サーブ 340
- サーブ 2000
- RJ-85
- RJ-100
- MD-83

## 主な事故
- 1990年2月21日、チューリッヒ空港にて同社のサーブ340（機体記号：HB-AHA）が、パイロットにより地上で誤って着陸装置が格納され、損傷。負傷者は出なかったものの、機体は廃棄となった。なお、この時のパイロットは後に発生するクロスエア3597便墜落事故で死亡する。
- クロスエア498便墜落事故
- クロスエア3597便墜落事故